# Abaz Arslanagić
Abaz Arslanagić (Derventa, 2 de agosto de 1944) é um ex-handebolista iugoslavo, atuava como goleiro, foi campeão olímpico.

## Títulos
- Jogos Olímpicos:
  - Ouro: 1972